# Господин учитель Ганнибал
«Господин учитель Ганнибал»' (венг.: Hannibál tanár úr) — венгерский трагикомедийный фильм 1956 года режиссёра Золтана Фабри, основан на сатирическом рассказе Ференца Моры.
Фильм номинировался на «Хрустальный глобус» Кинофестиваля в Карловых Варах (1957). Фильм дважды вошёл в список «Будапештская дюжина» — венгерских фильмов, признанных лучшими, в первый раз в 1968 году, затем в 2000. В 2012 году был включён в список из 53 лучших венгерских работ, отобранных членами Венгерской академии искусств. Фильм прошёл цифровой ремастиринг в 2018 году.

## Сюжет
Действие происходит в 1930-х годах в Венгрии во время становления фашистского режима адмирала Хорти.
Нол, скромный учитель латыни в гимназии, получил от своих учеников прозвище «Ганнибал» из-одержимости легендой о великом полководце Карфагена (который даже является ему во сне). Его исследование о Ганнибале, в котором он утверждает, что тот покончил жизнь не в результате самоубийства, а в результате революции, устроенной его соотечественниками, в шутку отправленное его учениками в редакцию, по случайности печатают в научном журнале.
Автора цитирует прогрессивная пресса, Нол оказывается в центре внимания общественности как большой учёный, ему прочат место в Академии. Но ситуация быстро выходит из-под контроля: политики фашистского толка критикуют его, утверждая, что учитель призывает к революции. Один из депутатов, бывший школьный друг Нола, хотя даже не читал его исследование, публично называет его «агентом Москвы».
Испуганный учитель становится пешкой в политической игре и юлит как может. Коллеги и соседи держатся от него на расстоянии. Нол попадает под общественное давление с требованием пересмотреть свои тезисы в духе правящих сил, но какое-то время упорно держится своих взглядов. Когда фанатичная толпа чуть не забивает его камнями, — оглушительный свист, крики, вопли, плакатики: «Долой провокатора!», «Смерть коммунистам!» — он сдаётся, и, покаявшись с высокой трибуны, пересматривает своё исследование, даже произнеся торжественные и нелепые слова о Ганнибале как якобы о «великом борце за чистоту расы». Толпа готова носить его на руках, и пытаясь увернуться от неё он падает с трибуны и разбивается насмерть.

Преследуемый, гонимый, обезумевший, персонаж учителя средней школы с провинциальным складом ума точно отражает реакцию среднего мелкого буржуа, в корне честного, невежественного и нерешительного перед лицом нарастающей волны фашизма. Его инстинктивные реакции — страх и непонимание. … даже в более поздних эпизодах, где напряжение достигает апогея, профессор не является героем в общепринятом понимании этого термина, скорее символом человеческой борьбы против слепого насилия сильных мира сего, развязанного на данный момент.
Оригинальный текст (фр.)Persécuté, poursuivi, affolé, le personnage de professeur de lycée, à la mentalité provinciale, reflète avec justesse les réactions du petit-bourgeois moyen, foncièrement honnête, désemparé et hésitant devant la marée montante du fascisme. Ses réactions instinctives sont la peur et l’incompréhension. (…) Même dans les dernières séquences, où la tension atteint son point culminant, le professeur n’est pas un héros dans l’acception courante du terme (…) ", plutôt un symbole, " le symbole sublimé de la lutte humaine contre la violence aveugle des puissants déchaînés du moment.— Claude B. Levenson, Premier Plan, décembre 1966

## В ролях
- Эрнё Сабо — Бела Нюл, преподавателя латыни
- Маньи Кишш — Белане Нюл
- Ноэми Апор — Лола
- Эмми Буттикаи — Мици
- Хильда Гобби — Фогельмайер
- Оскар Ашер — Берни Шварц
- Одон Барди — Даниелиш
- Бела Барши — Менюс
- Ференц Бешшенеи — Ганнибал
- Дьёрдь Кальман — журналист
- Золтан Маклари — Манзак
- Ласло Меншарош — Тёрок
- Ласло Мишога — Фогельмайер
- Йожеф Сендрё — Вильгельм